# Рада Кривокапић Радоњић
Рада Кривокапић Радоњић (Котор, 8. септембар 1974) црногорска је модна дизајнерка и креаторка.

## Биографија
Рођена је 8. септембра 1974. у Котору као Радојка Кривокапић. Завршила је основну школу „Његош” и средњу хемијску школу. У склопу Париског система Академије ликовних уметности у Београду 1996. године је завршила школу за моду са специјализацијом на модни дизајн и стил. Праксу у италијанској модној кући Ђорђо Армани је завршила 1997, а убрзо и праксу код креаторке Љиљане Ковач. Докторирала је модни дизајн 1998. године у Београду.
Своју прву модну ревију Остварене ријечи је представила 2005. Ауторка је модне емисије Стајлинг исте године. Учествовала је на првом Fashion week-у у Црној Гори и бројним интернационалним манифестацијама. Организовала је бројне модне ревије широм Србије и региона. Била је чланица „Удружења креаторки високе моде Црне Горе”.
„Мајсторски испит” је положила 2018. у Црној Гори, у финансирању Владе Немачке, а „мајсторско писмо” је примила у Београду септембра исте године. Завршила је Академију Оксфорд 2023.
Оснивач је брендова Рада Радоњић, Ковилм, Рада Кривокапић Радоњић и Г&М Рада Кривокапић Радоњић, модног детаља Ковилм и народне ношње Зентионс. Написала је књиге Одијевање и Кројење и шивење.
Проглашена је за најбољу светску модну дизајнерку за 2022—2023. годину, 31. јула 2023, и за најбољу модну дизајнерку за Јужну Европу 2024—2025. од стране Корпорајт Лајв Вајр у Лондону.
Има четворо деце: Неђељку, Валентину, Небојшу и Теодору.